# Ušće Mirne
Ušće Mirne este o arie protejată (sit de importanță comunitară — SCI) din Croația întinsă pe o suprafață de 115,34 ha, din care 50 % marine.

## Localizare
Centrul sitului Ušće Mirne este situat la coordonatele 45°19′12″N 13°36′06″E / 45.319904°N 13.601799°E.

## Înființare
Situl Ušće Mirne a fost declarat sit de importanță comunitară în iulie 2013 pentru a proteja un număr necunoscut de specii din flora spontană și fauna sălbatică aflate în arealul zonei.

## Biodiversitate
Situată în ecoregiunile marină mediteraneană și mediteraneană, aria protejată conține 3 habitate naturale: Tufărișuri halofile mediteraneene și termo-atlantice (Sarcocornetea fruticosi), Estuare, Bancuri de nisip acoperite în permanență slab de apă marină.
La baza desemnării sitului se află un număr nedeclarat de specii protejate.